# Amber Adsten
Amber Adsten (3 febbraio 2004) è una sciatrice alpina svedese.

## Biografia
Attiva dal gennaio del 2021, Amber Adsten ha esordito in Coppa Europa il 4 marzo 2023 a Gällivare in slalom gigante, senza completare la gara; non ha debuttato in Coppa del Mondo e non ha preso parte a rassegne olimpiche o iridate.

## Palmarès

### Campionati svedesi
- 2 medaglie:
  - 1 oro (supergigante nel 2023)
  - 1 bronzo (discesa libera nel 2022)